# 芝加哥公園 (加利福尼亞州)
芝加哥公園（英語：Chicago Park）是位於美國加利福尼亞州內華達縣的一個非建制地區。該地的面積和人口皆未知。

## 地理
芝加哥公園的座標為39°08′43″N 120°58′02″W / 39.14528°N 120.96722°W，而該地的平均海拔高度為705米（即2313英尺）。